# Wardenburg
Wardenburg település Németországban, azon belül Alsó-Szászország tartományban. Lakosainak száma 16 518 fő (2023. december 31.).

## Népesség
A település népességének változása:
| Lakosok száma | 15 980 | 15 975 | 16 005 | 16 012 | 16 213 | 16 449 | 16 518 |
|               | 2010   | 2016   | 2017   | 2019   | 2021   | 2022   | 2023   |